# Phyllonorycter deceptusella
Phyllonorycter deceptusella là một loài bướm đêm thuộc họ Gracillariidae. Nó được tìm thấy ở Hoa Kỳ (Kentucky và Maine).
Sải cánh dài khoảng 6 mm.
Ấu trùng ăn các loài Crataegus. Chúng ăn lá nơi chúng làm tổ.